# Подвір'я, внутрішній дворик
Подвір'я, двір — «обнесена огорожею або оточена будівлями ділянка землі коло хати, дому і т. ін.; двір». Двори найчастіше зустрічаються в історичних будівлях і палацах, у звичайних житлових будинках і господарських будівлях внутрішній простір ми називаємо подвір'ям, задвірком і т.д. Подвір'ям може бути будь-яка частина власності, що оточує або пов'язана з будинком або іншою житловою спорудою, і, зазвичай (хоча і не обов'язково) окремо від саду (де догляд за рослинами є більш формалізованим). Подвір'я зазвичай складається з газону або ігрового майданчика. Подвір'я перед будинком називають переднім двором, а ділянка ззаду — заднім двором. Задні двори, як правило, більш приватні, тому є більш поширеним місцем для відпочинку. Розмір двору залежить від щільності населення. У міських центрах багато будинків мають дуже маленькі двори або взагалі їх немає. У передмістях двори, як правило, набагато більші та мають місце для таких зручностей, як патіо, ігровий майданчик для дітей або басейн.
Внутрішні двори є загальними елементами як західних, так і східних моделей будівель і використовувались як давніми, так і сучасними архітекторами як типовий і традиційний будівельний об'єкт. Такі приміщення в корчмах та громадських будівлях часто були основними місцями зустрічей.

## В історичних будівлях і палацах

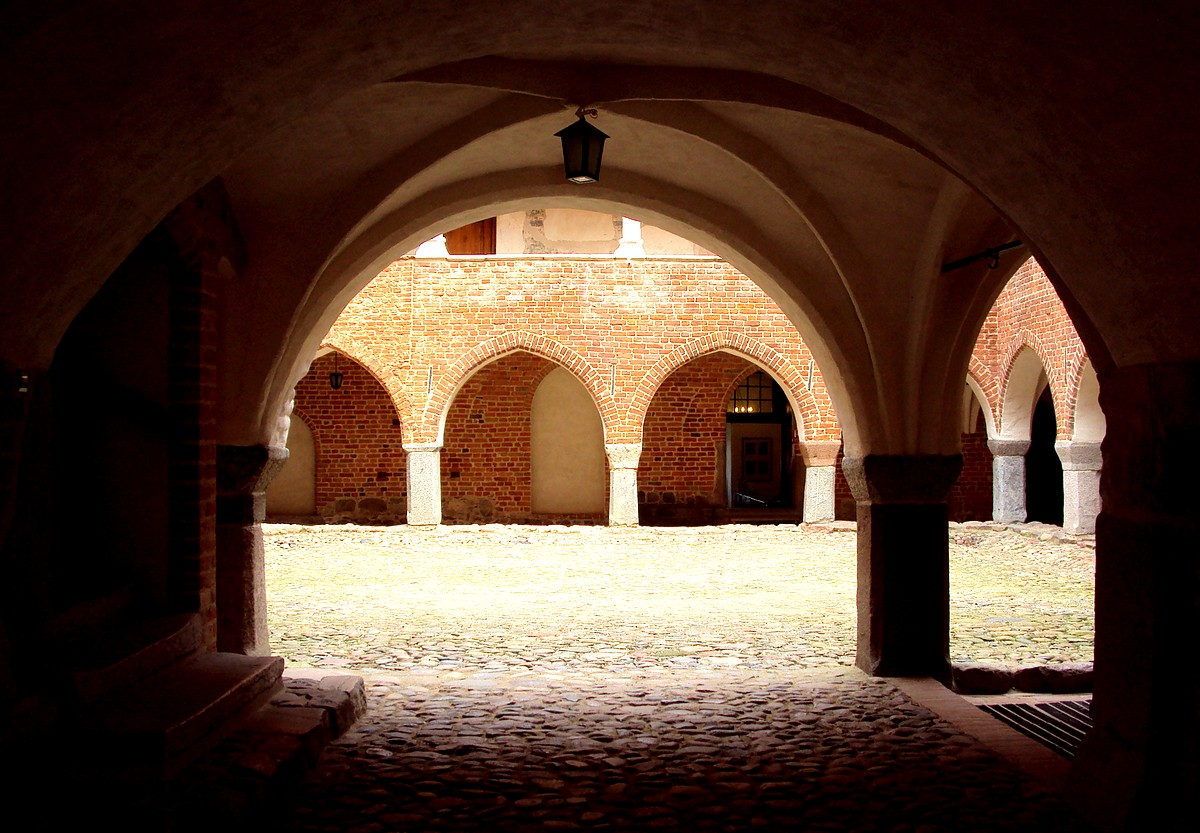
Подвір'я у Лідзбарському замку

Внутрішні двори — приватні відкриті простори, оточені стінами або будівлями — використовуються в житловій архітектурі майже стільки часу, скільки люди живуть у побудованих житлах. Будинок із внутрішнім двориком вперше зроблений приблизно в 6400–6000 рр. до н. е. на неолітичній території Ярмук’ян в Ша'ар-Гаголані, у центральній долині Йордану, на північному березі річки Ярмук, надаючи цій місцевості особливого значення в історії архітектури. Внутрішні двори історично використовувались для багатьох цілей, зокрема для приготування їжі, сну, роботи, гри, садівництва та навіть для утримання тварин.
Раніше, відкрите вогнище горіло в центральному місці будинку, лише над невеликим отвором у стелі над головою, щоб виходив дим. З часом ці невеликі отвори були збільшені й в підсумку призвели до розвитку централізованого відкритого подвір’я, яке ми знаємо сьогодні. Внутрішні будинки були розроблені та побудовані у всьому світі з багатьма варіаціями.
Внутрішні будинки більш поширені в помірному кліматі, оскільки відкритий центральний двір може допомогти охолодити будинок в теплу погоду. Однак подвір’я будинків зустрічаються і в суворому кліматі протягом століть. Комфорт, який надає внутрішній дворик — повітря, світло, приватність, безпека та спокій — є властивостями, які є важливими в житлі людей.

### Церковний двір

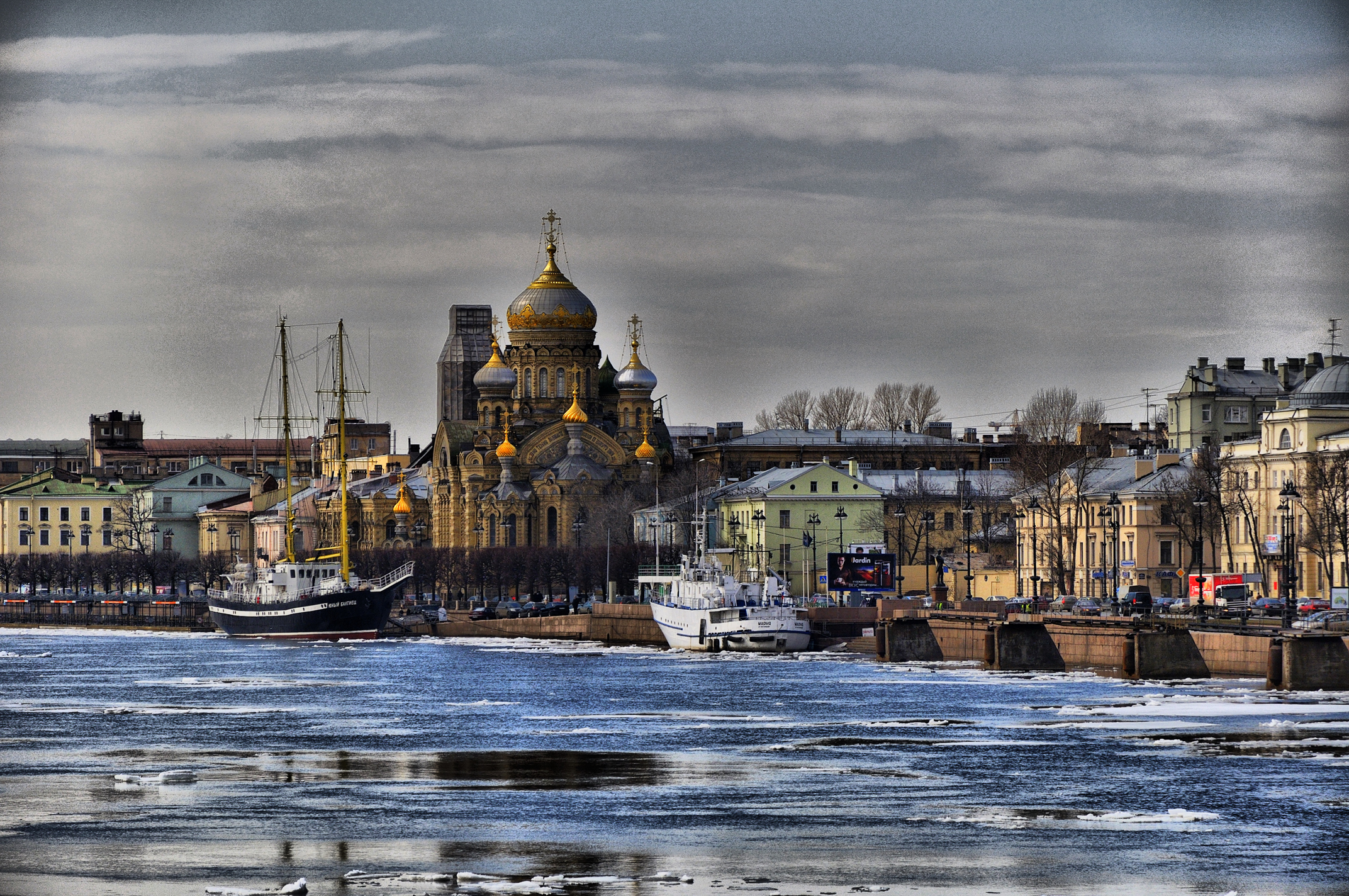
Петербурзьке подвір'я Оптиної пустині

Церковне або монастирське подвір'я включає громаду, що є в управлінні церкви чи монастиря, хоча й знаходиться за його межами.[джерело?] Адміністративно подвір'я підпорядковане тому ж архієрею, що і монастир, до якого воно відноситься. До складу господарства входять житлові приміщення та храм.

## Порівняння у всьому світі

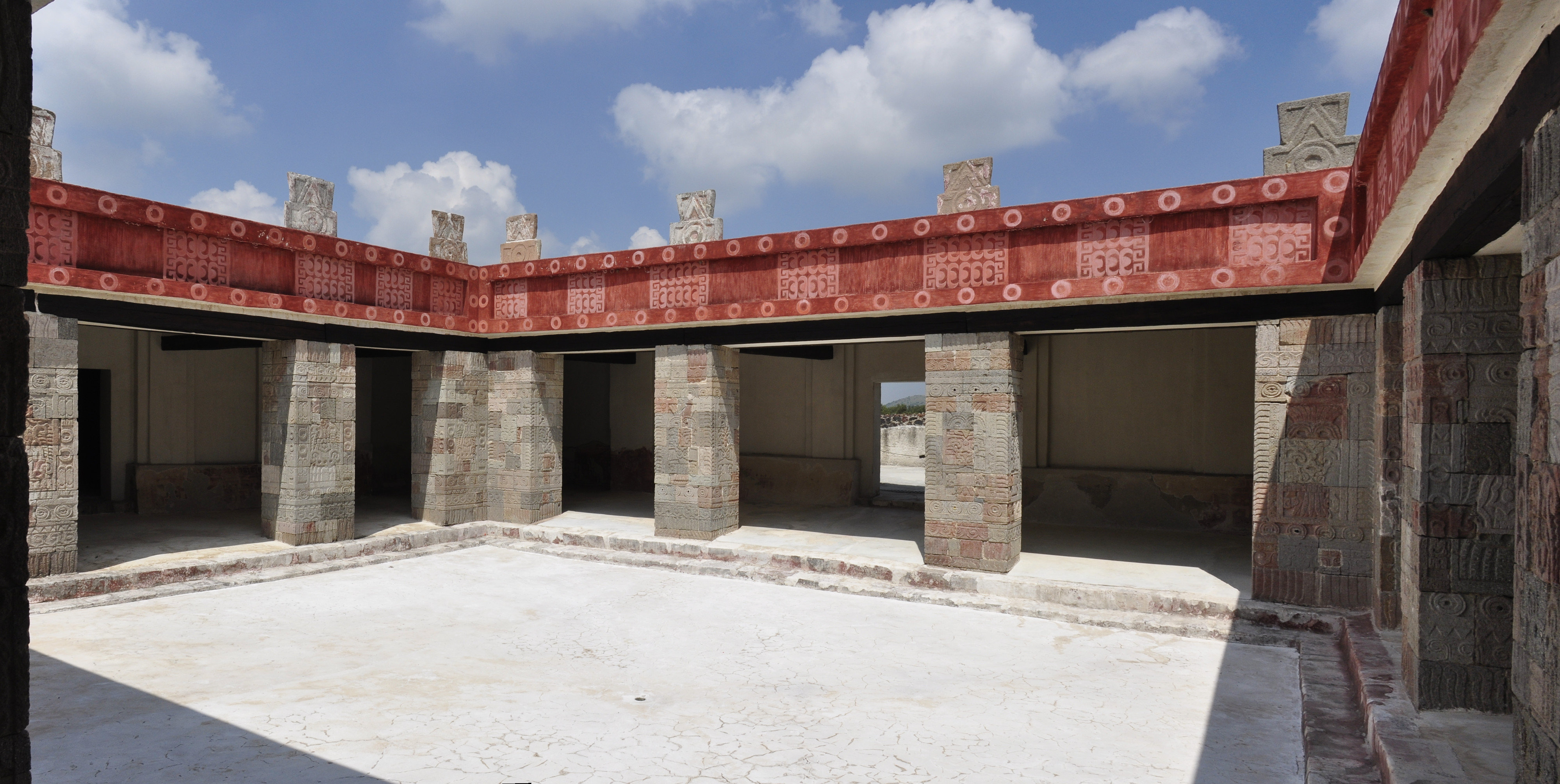
Внутрішній дворик у комплексі руїн Теотиуакані, V століття нашої ери.

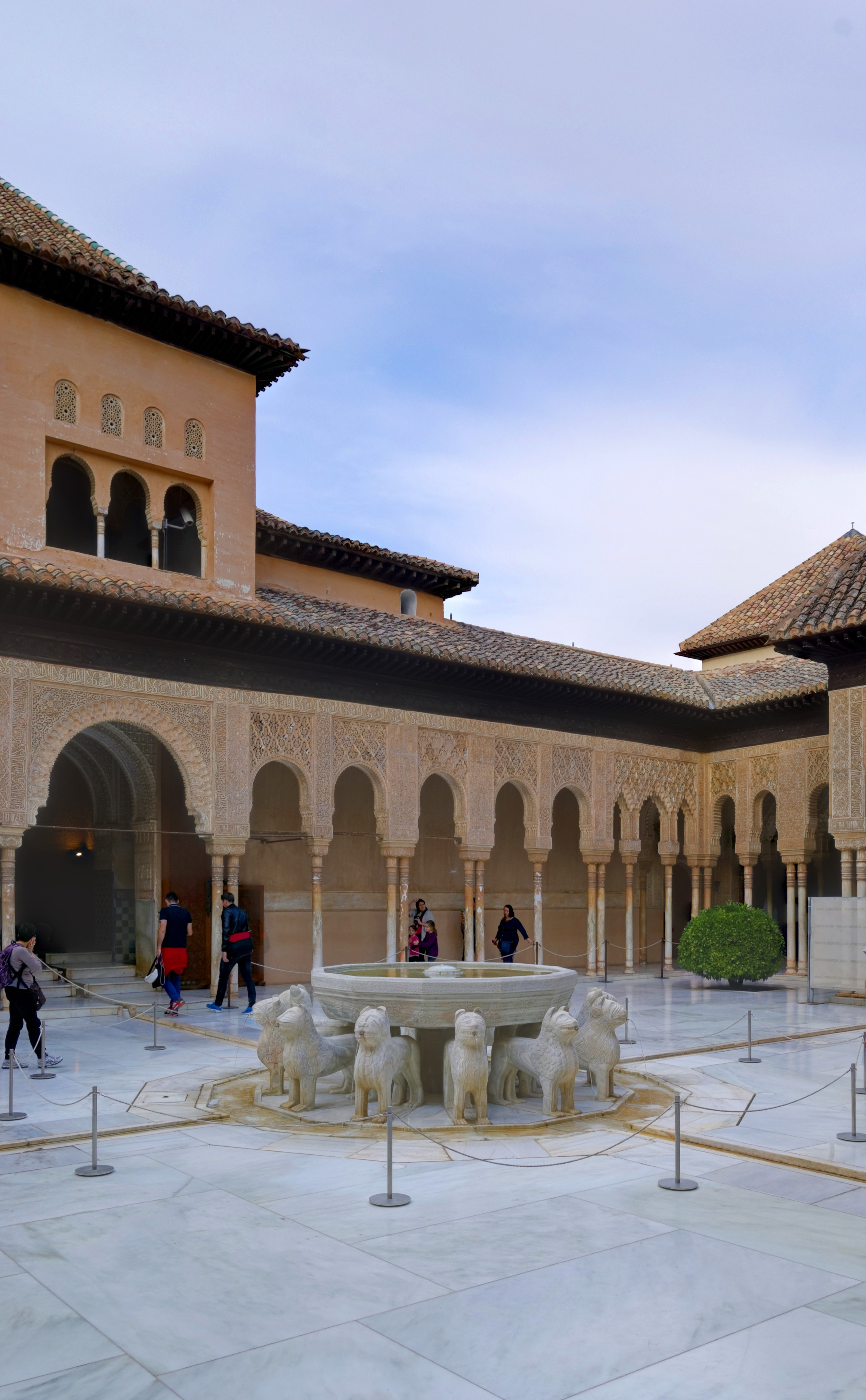
Суд Ліону, Альгамбра, Гранада, Іспанія

Ур, 2000 р. до н. е. — двоповерхові будинки, побудовані навколо відкритої площі, були побудовані з обпаленої цегли. Кухні, робочі та громадські приміщення розміщувались на першому поверсі, а приватні кімнати знаходились нагорі.
Центральна відкрита територія в римському домусі називалася атріумом. Сьогодні ми зазвичай використовуємо термін внутрішній дворик для позначення такої території, зберігаючи слово атріум для опису скляного внутрішнього дворика. Будинки римських атріумів будували поруч вздовж вулиці. Це були одноповерхові будинки без вікон, які пропускали світло від входу та центрального атріуму. Вогнище, яке колись розміщувалося в центрі будинку, було перенесено, а в римському атріумі найчастіше містився центральний басейн, що використовувався для збору дощової води, який називали імплювієм. Ці будинки часто включали іншу територію просто неба, сад, який був би оточений колонадами у грецькому стилі, утворюючи перистиль. Це створило колонадну доріжку по периметру внутрішнього дворика, яка вплинула на монастирські споруди століттями пізніше.
Внутрішні будинки на Близькому Сході показують кочовий вплив регіону. Замість того, щоб призначати кімнати для приготування їжі, сну тощо, вони переносились протягом року відповідно до відповідних змін температури та положення сонця. Часто плоскі дахи цих конструкцій використовувались для сну в теплу погоду. У деяких ісламських культурах приватні подвір’я забезпечували єдиний відкритий простір для відпочинку жінок, який не спостерігався більше ніде. Також спостерігалося конвективне охолодження через переходи між багатоквартирними дворами на Близькому Сході.

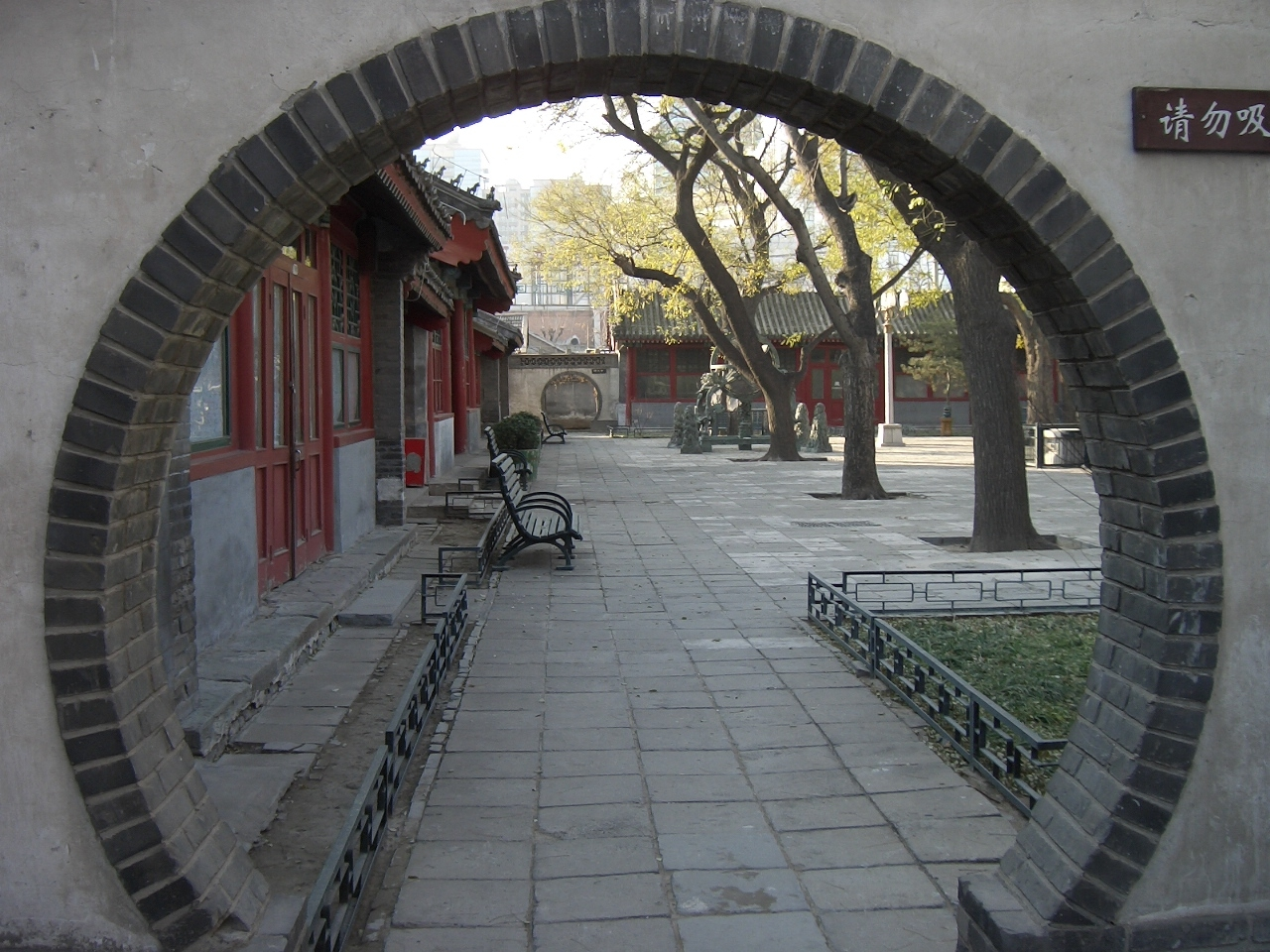
Китайський дворик у Пекіні

Традиційний китайський внутрішній двір (наприклад, сихеюань) — це розташування кількох окремих будинків навколо квадрату. Кожен будинок належить іншому члену сім'ї, і за цією домовленістю створюються додаткові будинки для розміщення додаткових членів сім'ї за потребою. Китайський дворик — це місце для усамітнення та спокою, яке майже завжди має сад та воду. У деяких випадках будинки створюються з численними дворами. Чужих людей приймали у крайньому внутрішньому дворику, причому внутрішні були зарезервовані для близьких друзів та членів родини.

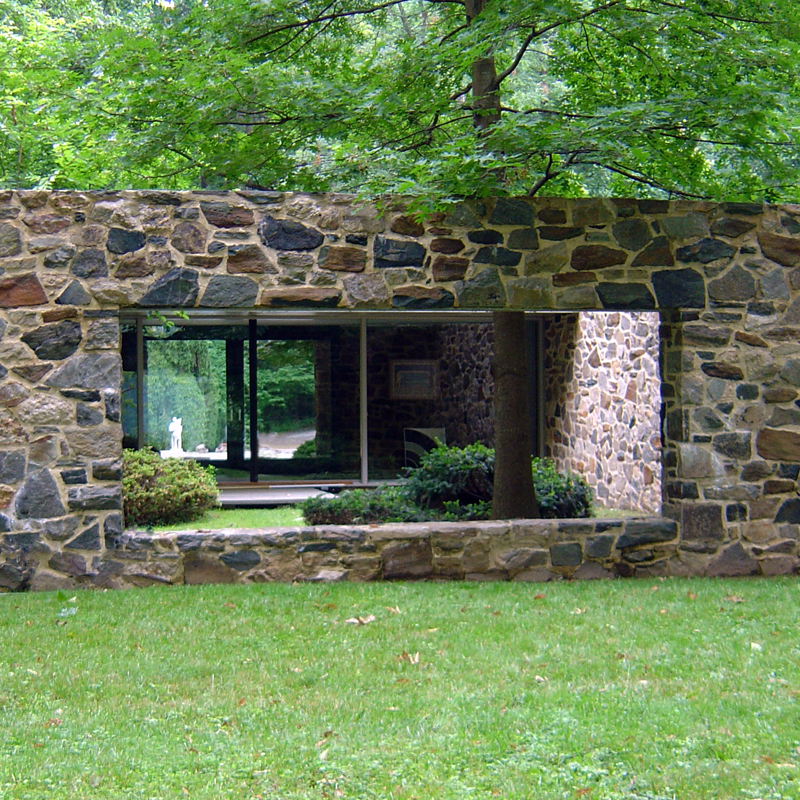
Будинок Гупера

У сучаснішій версії китайської моделі, внутрішній дворик також може використовуватися для розділення будинку на флігелі; наприклад, одне крило будинку може бути для розваги/обіду, а друге крило може бути для сну/сім'ї/приватного життя. Прикладом цього може слугувати Будинок Гупера у Балтиморі, штат Меріленд.
Середньовічний європейський фермерський будинок втілює те, що ми сьогодні вважаємо одним із найархетипніших прикладів внутрішнього двору — чотири будівлі, розташовані навколо квадратного внутрішнього дворика з крутим дахом, покритим соломкою. На центральному подвір’ї працювали, збирали, а іноді й утримували дрібну худобу. Піднята доріжка часто обходила два-три боки подвір’їв будинків. Такі конструкції забезпечували захист.
У першій половині 20 століття в сонячних регіонах США стали популярними внутрішні дворики, особливо в Каліфорнії та Флориді.

## Актуальність

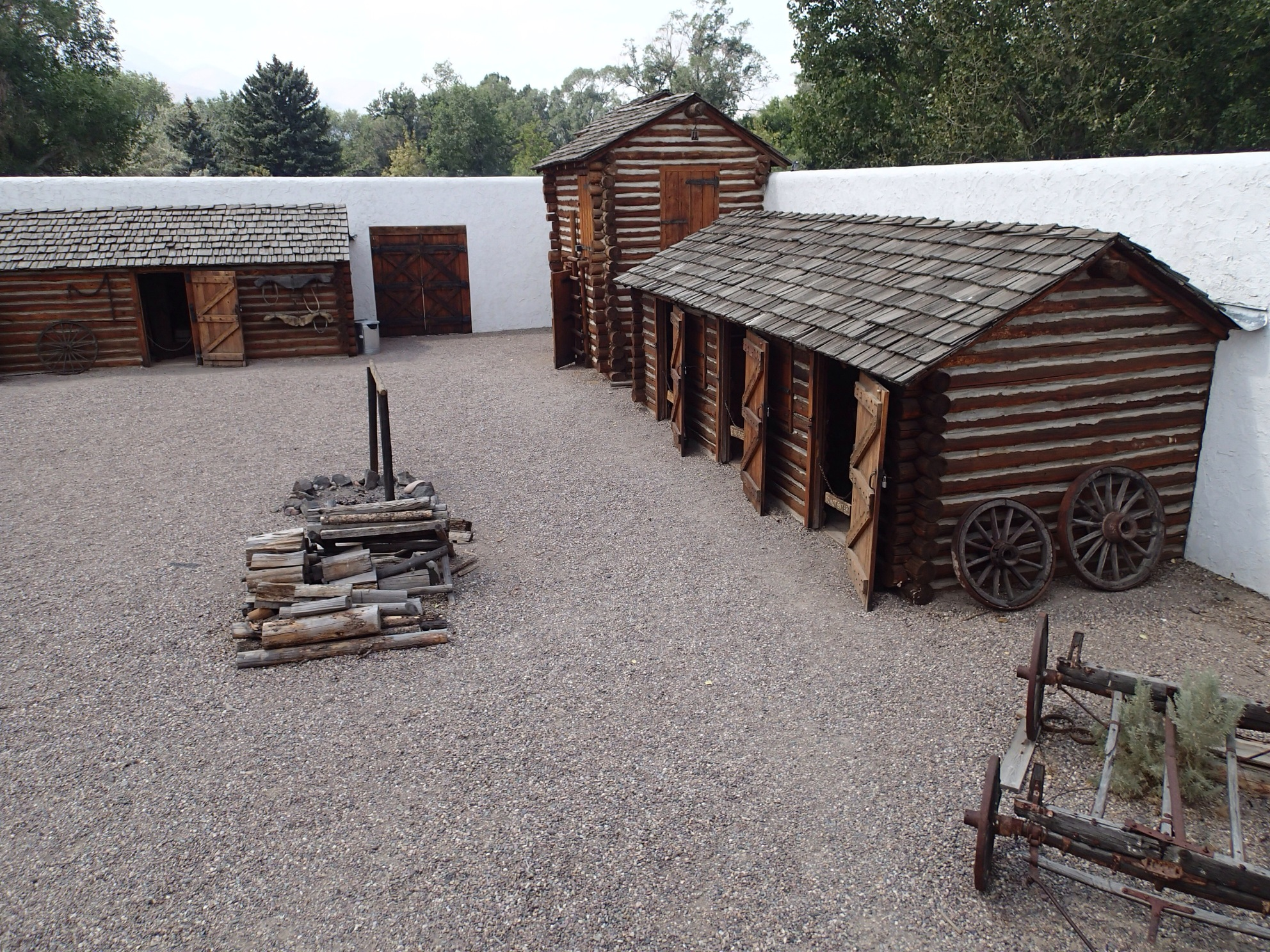
Репродукція Форт Голу, внутрішній дворик, Покателло, Айдахо

Все більше архітекторів досліджують шляхи того, як двори можуть відігравати певну роль у розвитку сучасних будинків та міст. У густонаселених районах внутрішній дворик будинку може забезпечити приватне життя сім’ї, відпочити від шаленого повсякденного життя та забезпечити безпечне місце для ігор дітей. Архітектори експериментують із внутрішніми дворами, щоб забезпечити відкритий простір для невеликих спільнот людей одночасно. Наприклад, внутрішній дворик, оточений 12 будинками, забезпечив би спільний парковий простір для тих сімей, які матимуть право власності на цей простір. Хоча це може звучати як сучасне розв'язання міської проблеми, групування будинків навколо спільного внутрішнього дворика було звичайною практикою інків ще в 13 столітті.
У Сан-Франциско в планах будинків "у стилі гавані" часто є центральний внутрішній дворик, мініатюрна версія відкритого внутрішнього дворика, іноді покрита склом або напівпрозорим матеріалом. Центральні внутрішні дворики забезпечують природне освітлення місць загального користування та місця для рослин у горщиках. У Гілгіті/Балтістан, Пакистан, двори традиційно використовувались для публічних зборів, де обговорювались питання, пов’язані із селом. Вони відрізнялися від джирги, що є традиційним для племінних регіонів Пакистану.

## Закриті простори

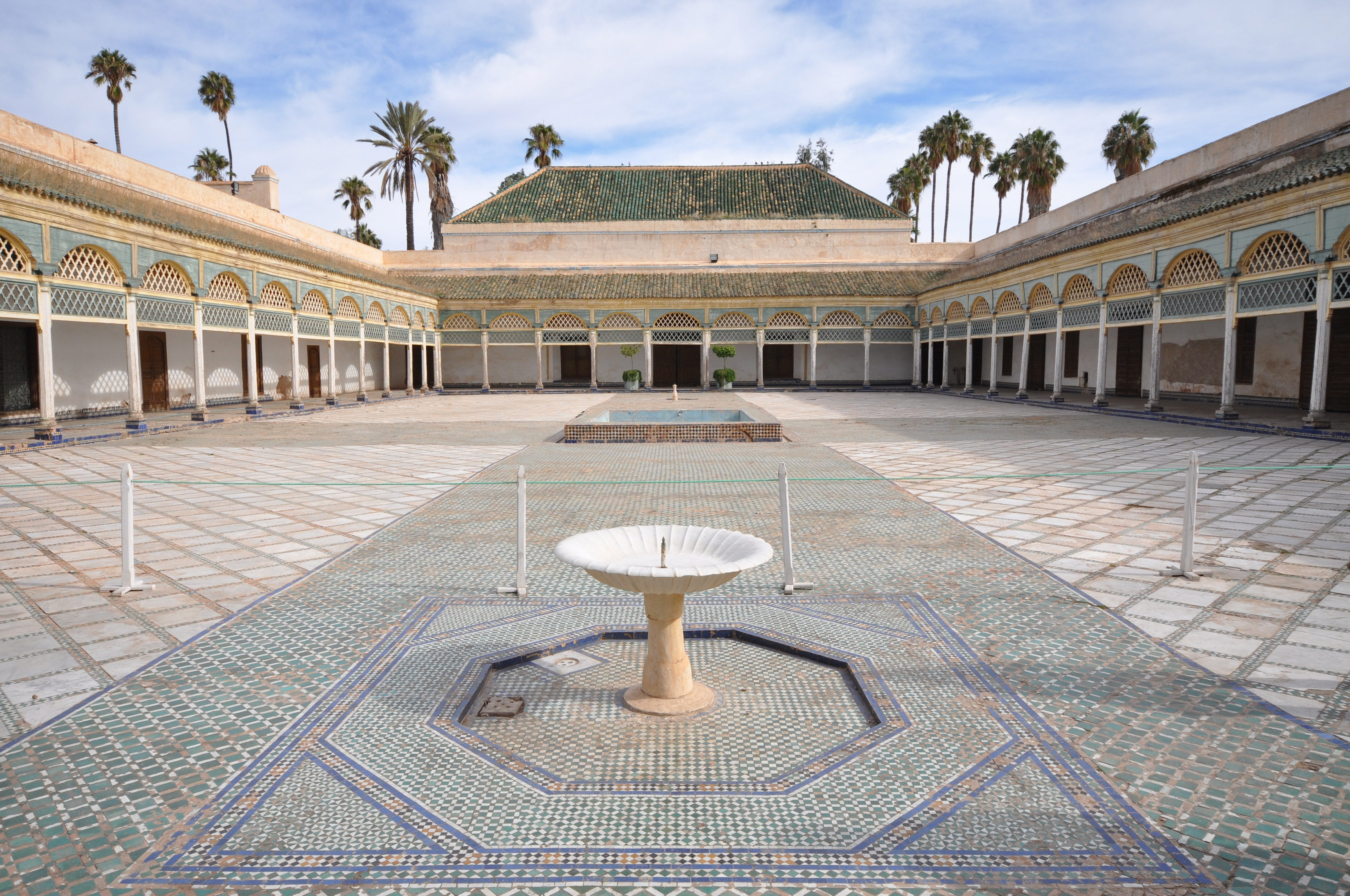
Палац Байя, Марракеш, Марокко
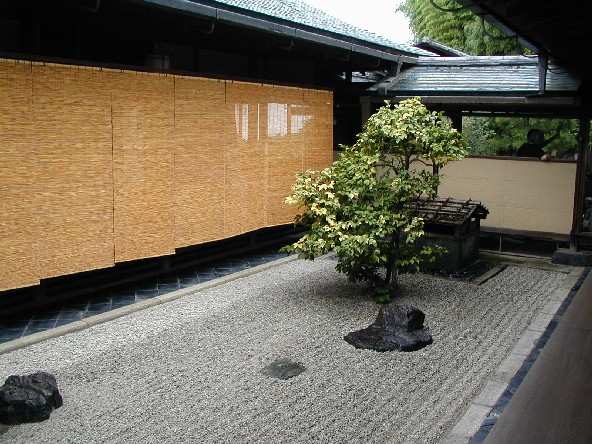
Дайсен-ін, підхрам Дайтоку-дзи, один із п’яти найважливіших дзен-храмів Кіото
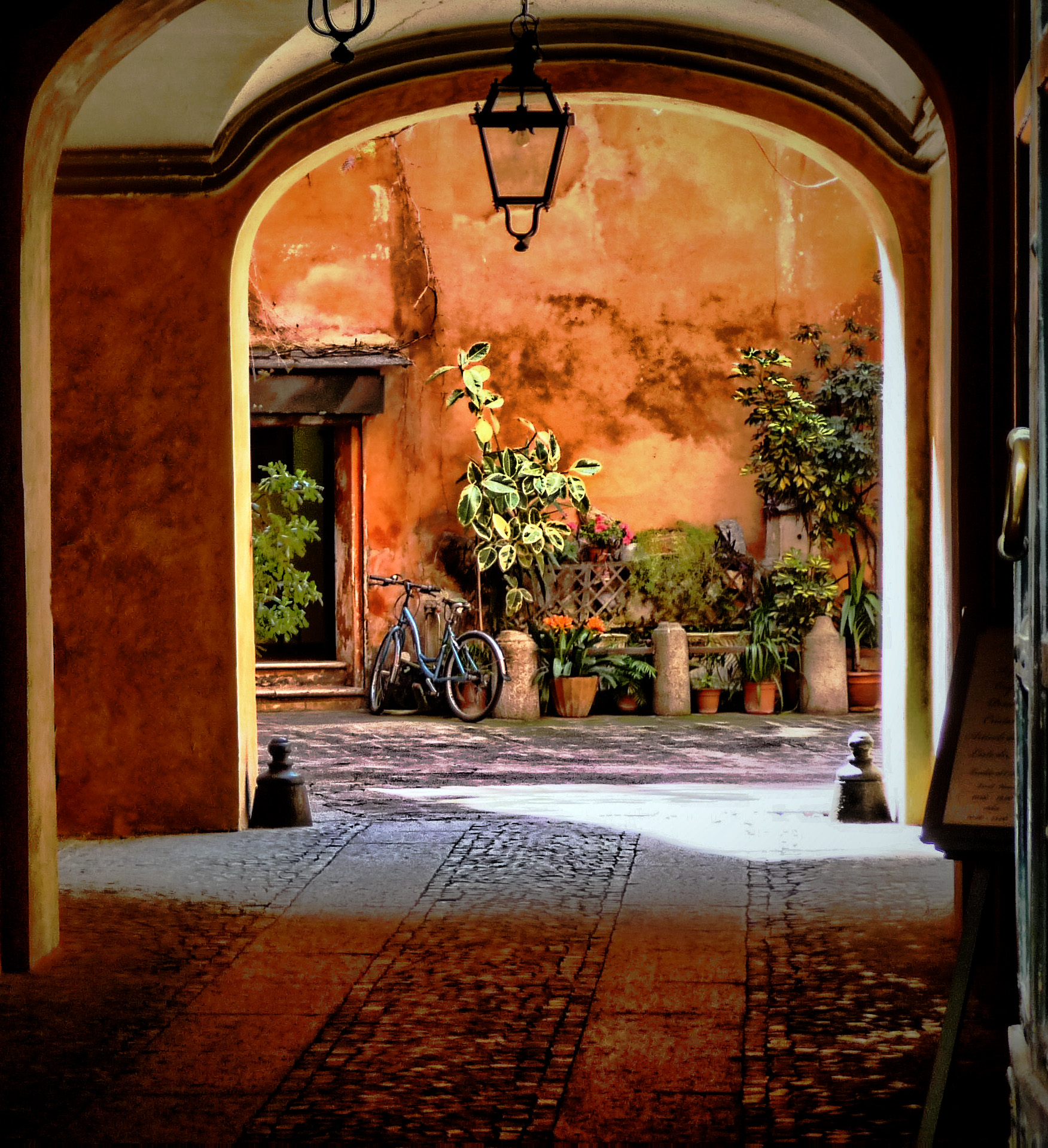
Внутрішній дворик у Римі, Італія
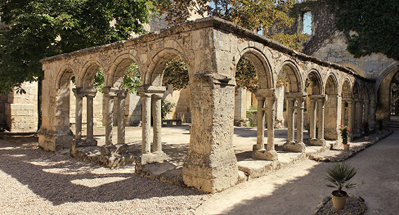
Романські руїни Сент-Емільона
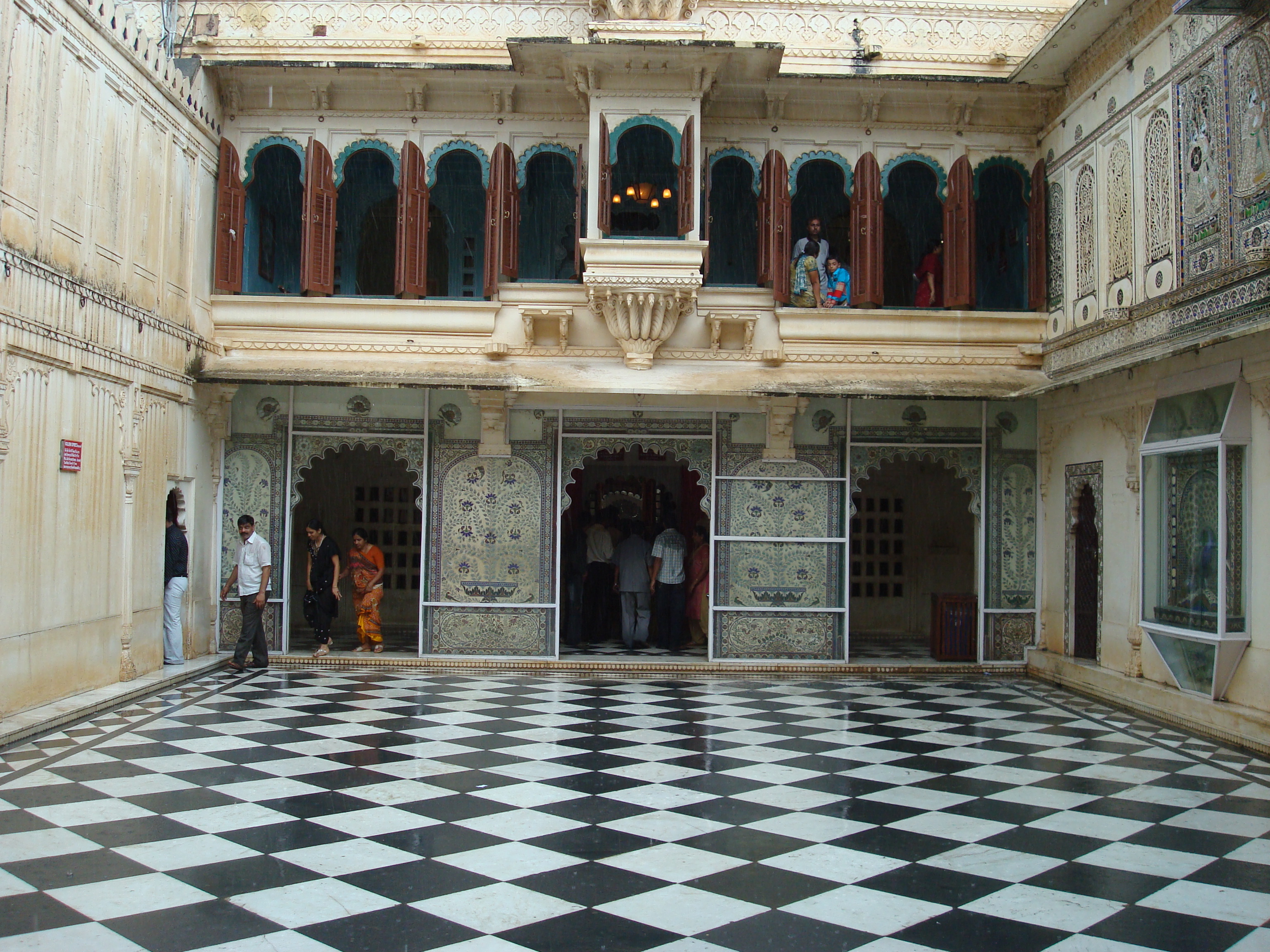
Міський палац, Удайпур, Індія
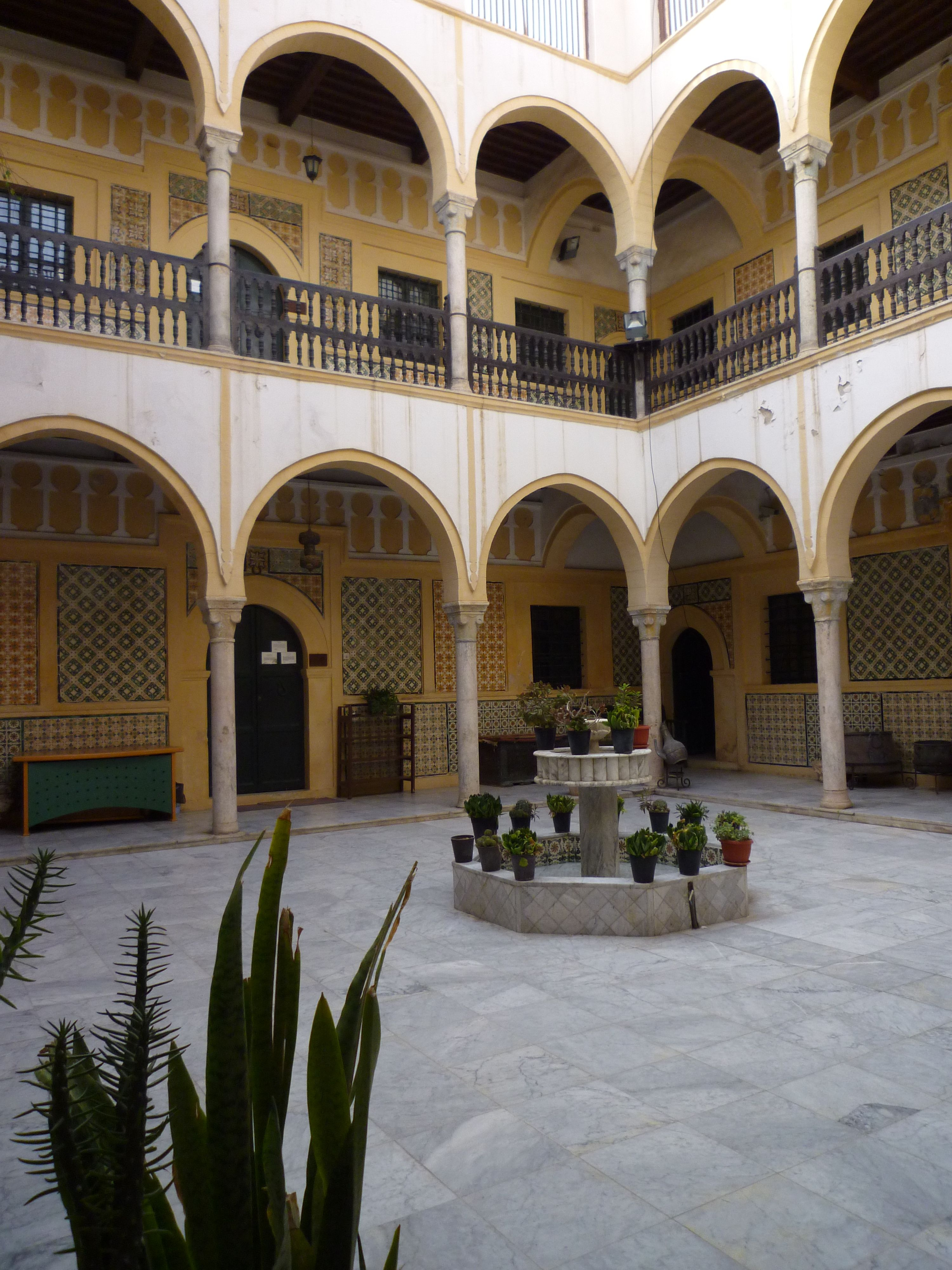
Триполі, будинок Караманлі
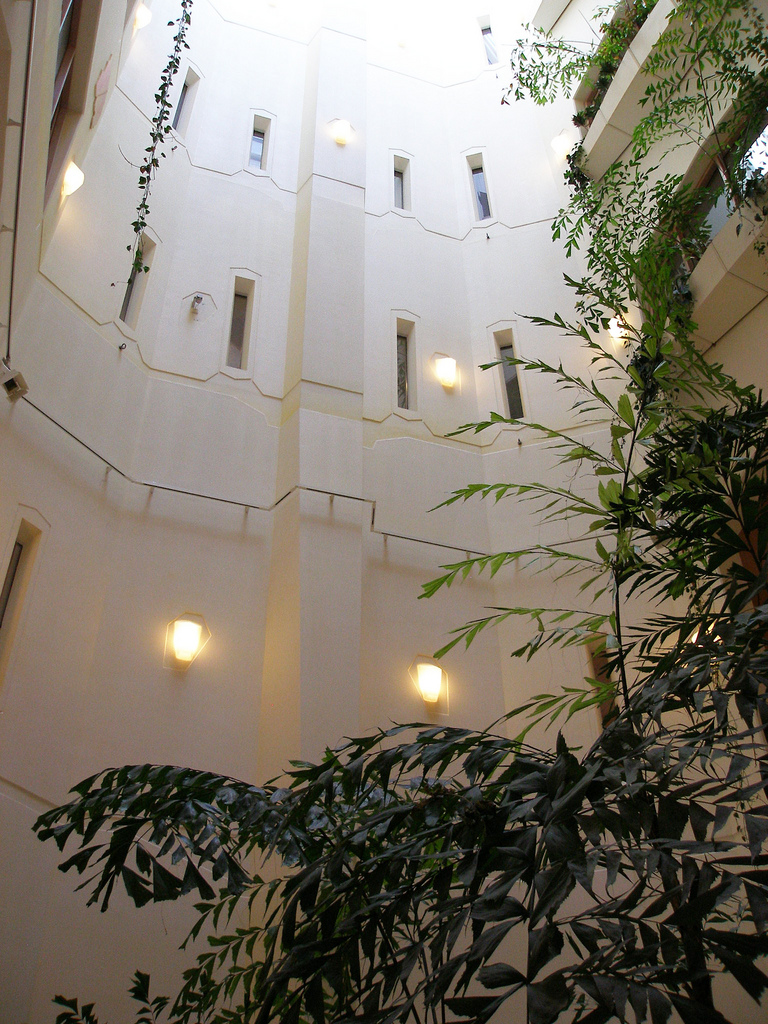
Інтер'єр будівлі ING, Едмонтон, Канада
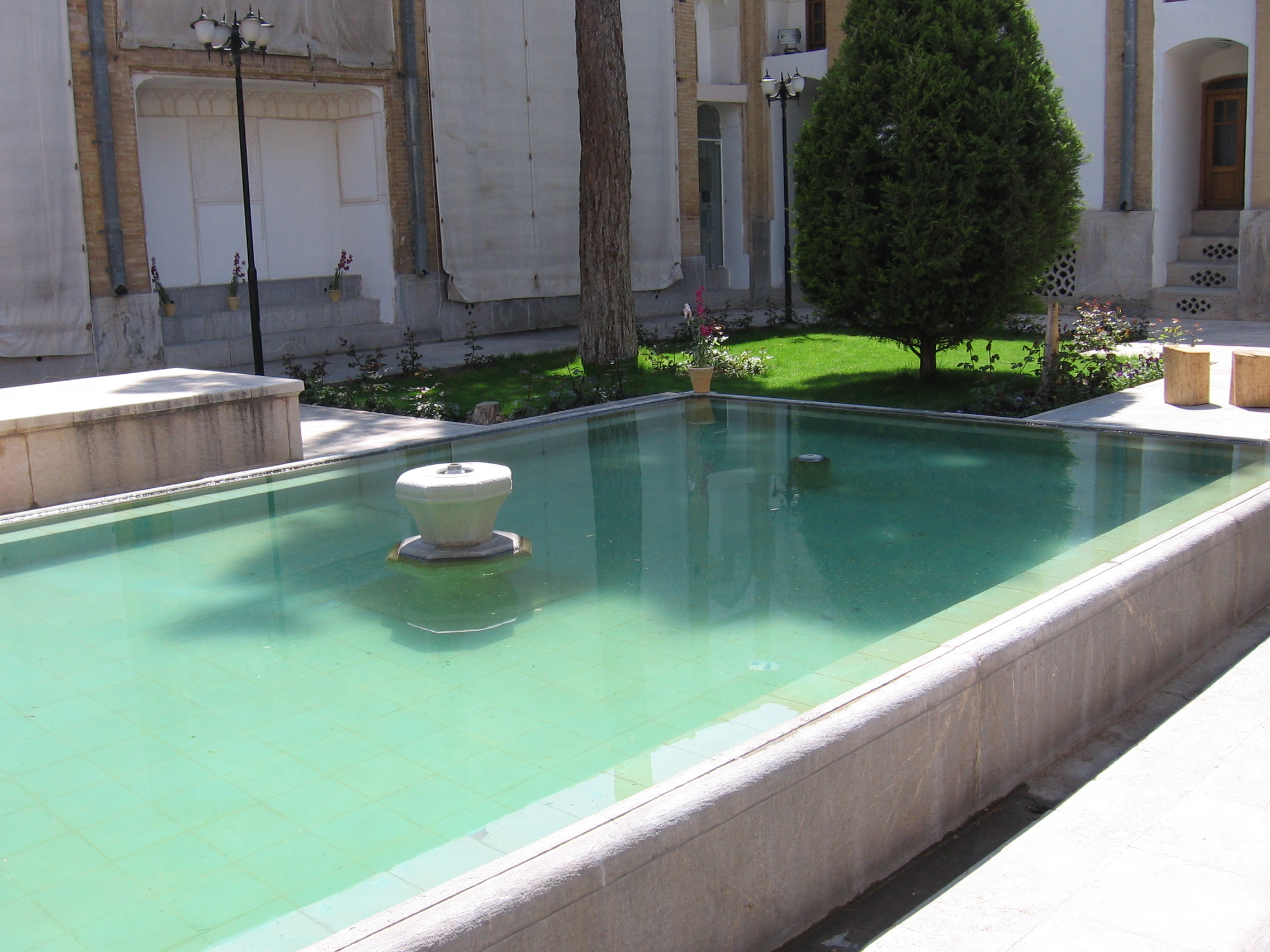
Внутрішній дворик та басейн в особняку Ракіб-хаане в Ісфахані, Іран
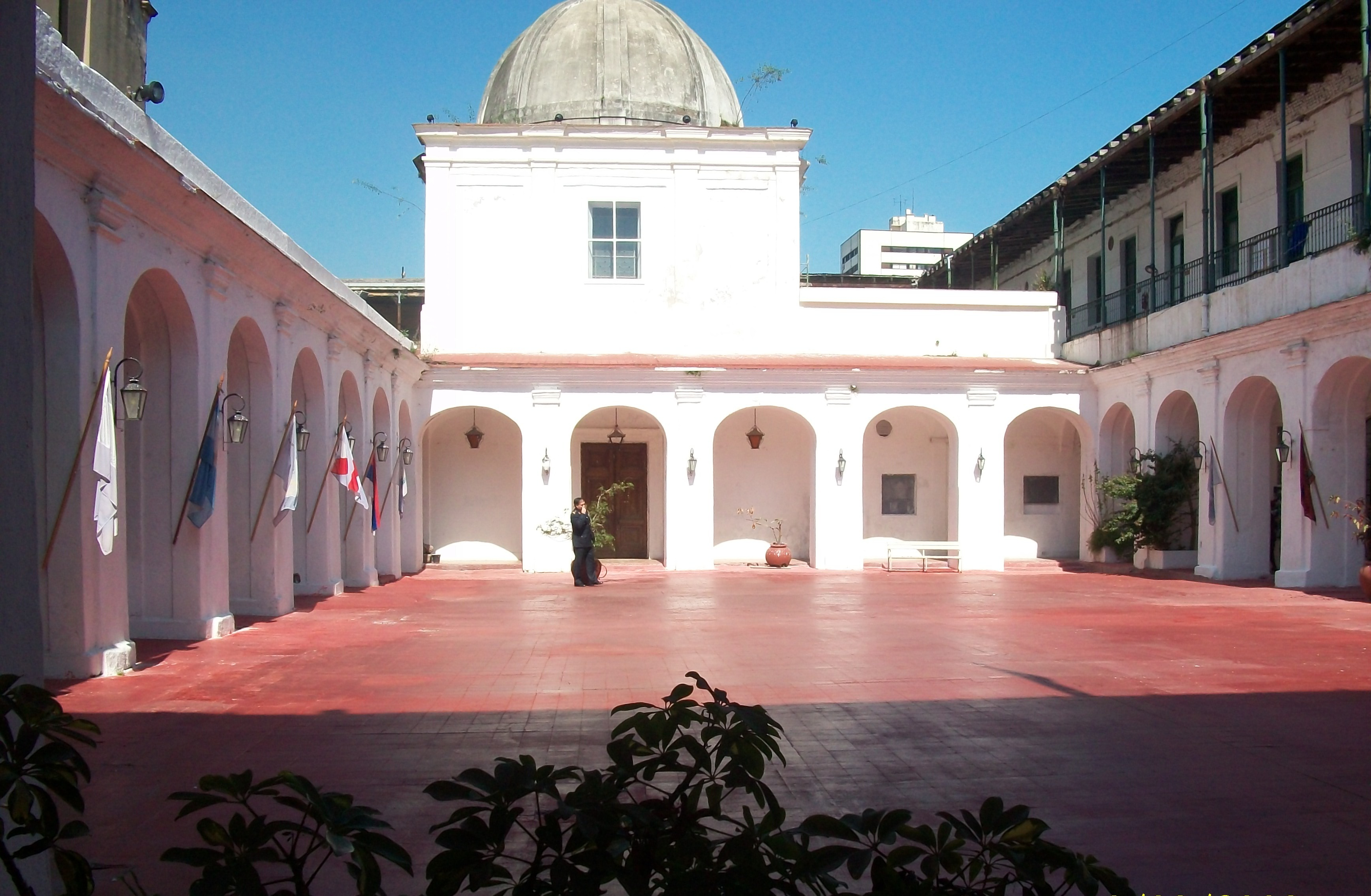
Центральний внутрішній дворик у Буенос-Айресі, Музей пенітенціарних установ Антоніо Балве
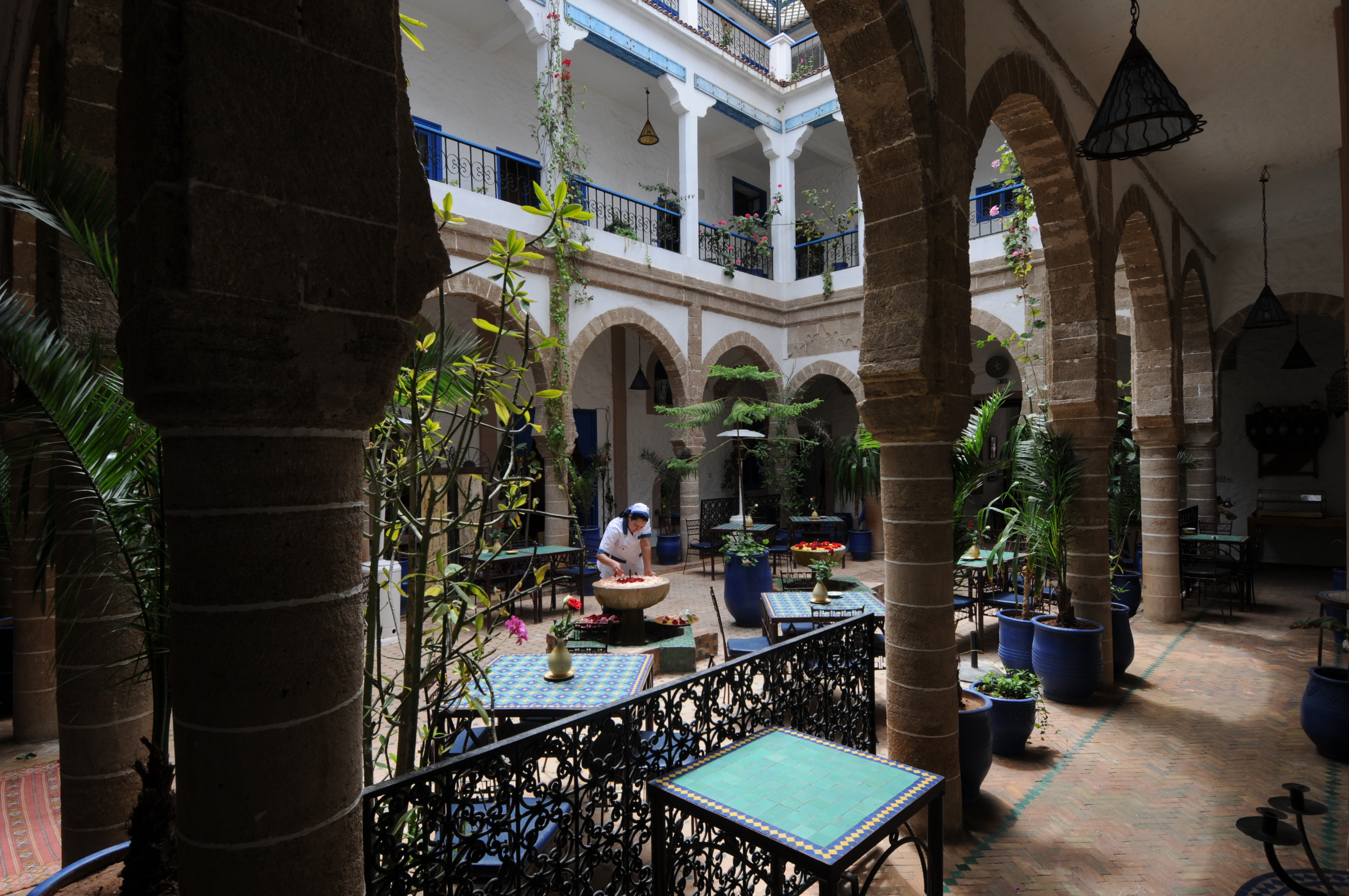
Внутрішній дворик в Ес-Сувейрі, Марокко
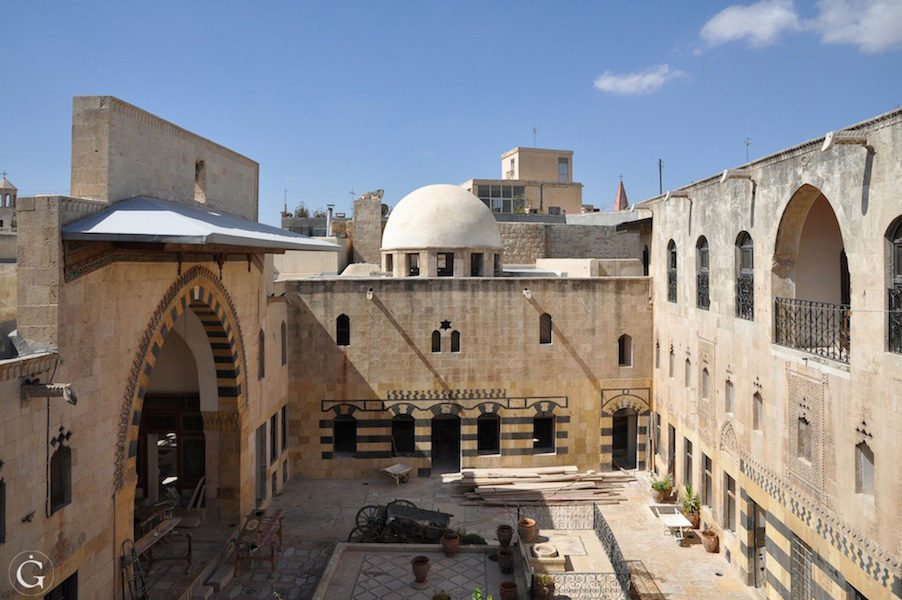
Бейт-Газале, Алеппо, Сирія
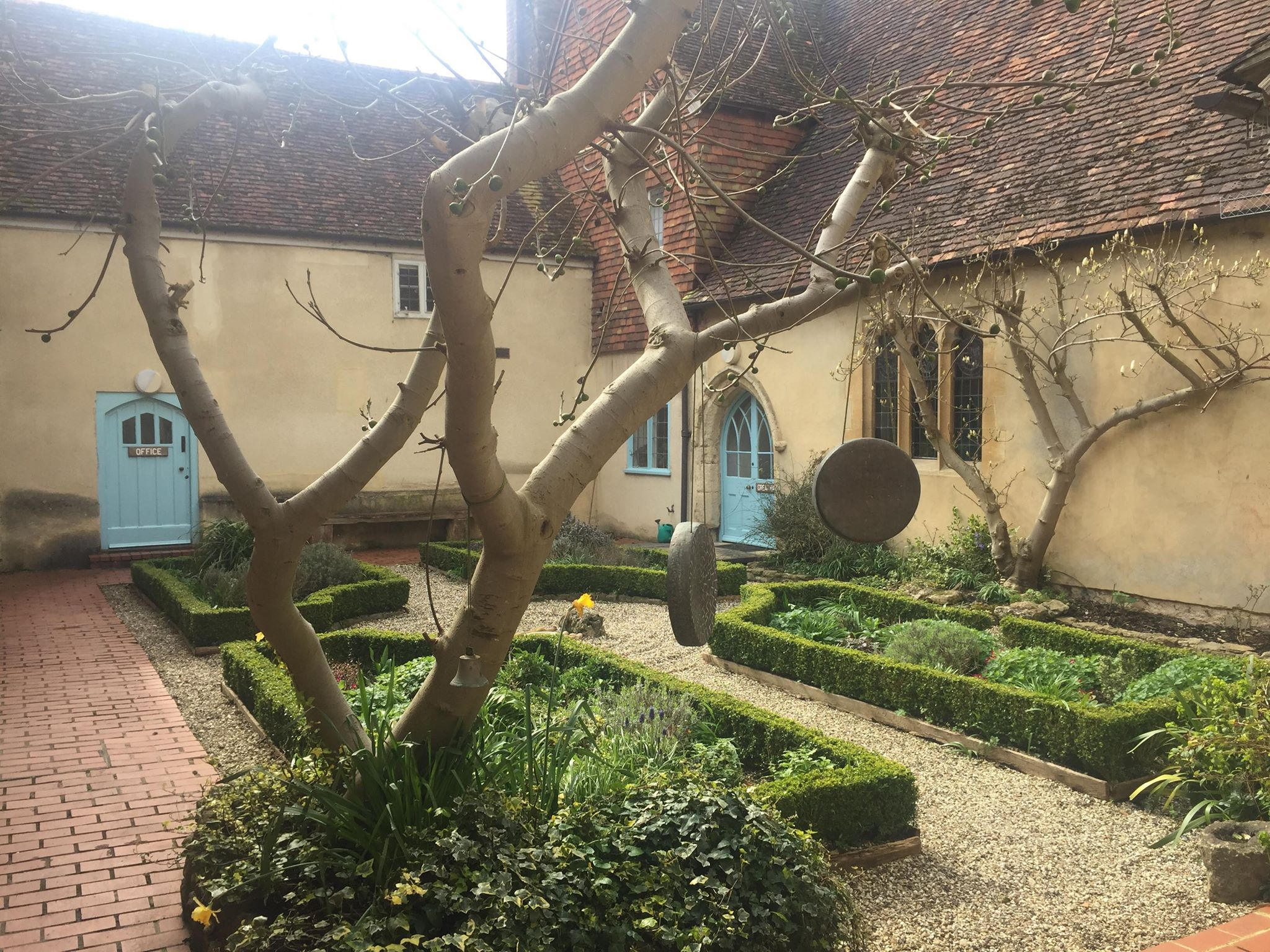
Абатство, Саттон Куртені, Англія